# HIStory (serie televisiva)
HIStory è una serie televisiva antologica taiwanese pubblicata sul servizio streaming CHOCO TV (e in latecast su Line TV) dal 2017.
La serie, che esplora diverse storie omosessuali, è divisa in macro-storie autoconclusive all'interno delle stagioni vere e proprie: "My Hero", "Stay Away from Me" e "Obsessed" per la prima stagione, "Right or Wrong" e "Crossing the Line" per la seconda (denominata HIStory2), "Trapped" e "Make Our Days Count" per la terza (denominata HIStory3), "Close To You" per la quarta (denominata HIStory4), e "Love in the Future" per la quinta (denominata HIStory5).

## Trama

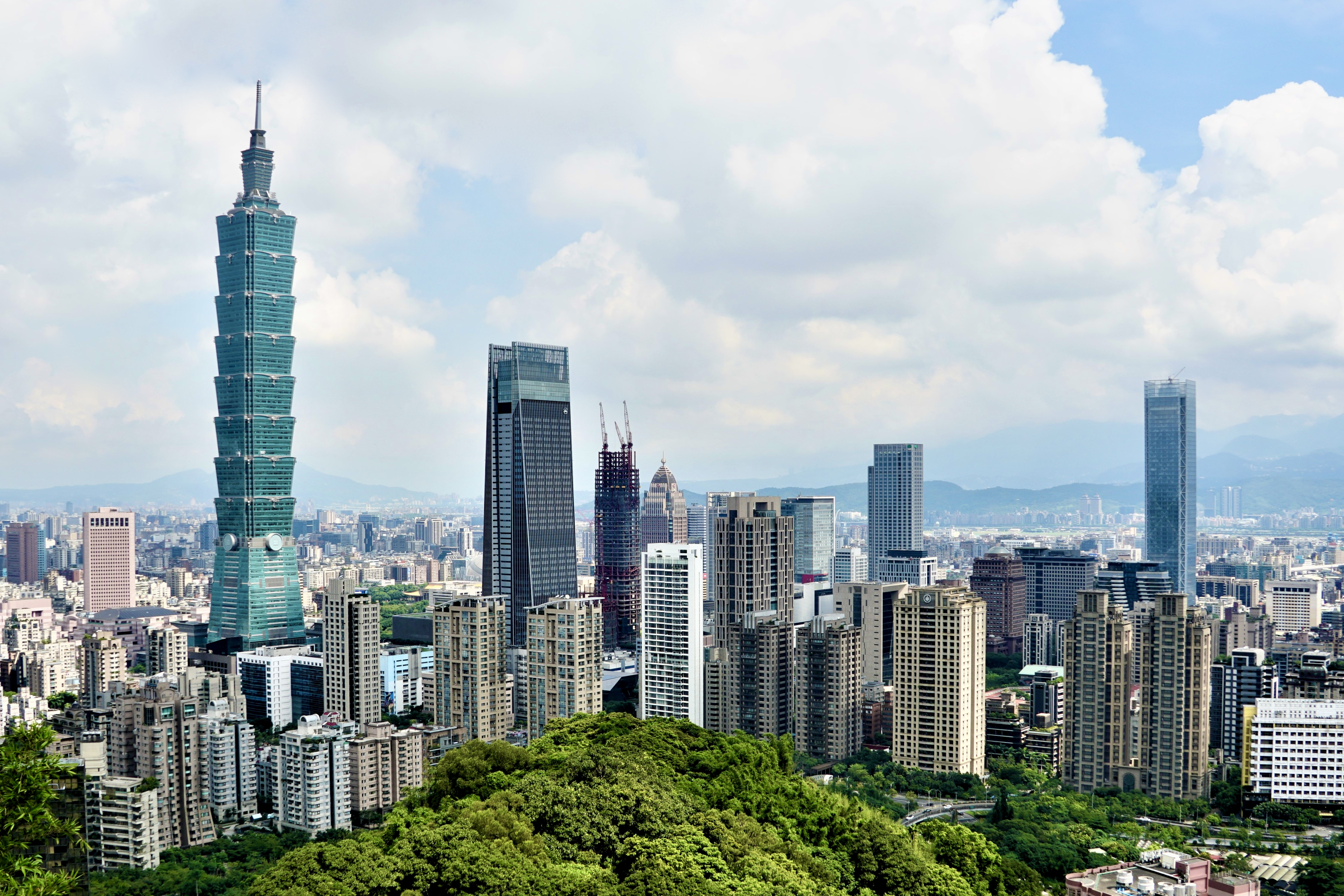
Taipei, capitale di Taiwan

### My Hero
Lan Xi, che non sarebbe dovuta morire, torna in vita all’interno del corpo di Gu Si Ren, un ragazzo, e ha solo 7 giorni di tempo per far innamorare di sé nuovamente il suo fidanzato, Ying Xiong, e farsi baciare con amore.

### Stay Away from Me
I genitori di Cheng Qing (nota superstar) e Feng He si sposano e quindi i due fratellastri incominciano a convivere. La migliore amica di Feng sogna per loro una fantastica BoyStory e tenterà di farli innamorare l'uno dell'altro.

### Obsessed
Shao Yi Chen muore travolto da un'auto dopo aver saputo del fidanzamento del suo amato Shao Yi Chen con una ragazza. Tornerà in vita a 9 anni prima di quell'evento esattamente nel giorno del loro primo incontro (che tenterà di evitare).

### Right or Wrong
Fei Sheng, studente universitario, diventa il babysitter della figlia di Shi Yi, suo professore. Con il tempo entrambi incominceranno a innamorarsi l'uno dell'altro.

### Crossing the Line
Nel mondo scolastico della pallavolo Xia Yu Hao, ragazzo scapestrato, viene preso sotto l'ala di Zi Xuan, un altro ragazzo che si è infortunato anni prima e che ormai si limita a fare l'allenatore della squadra.

### Trapped
Un detective e un criminale dovranno collaborare per risolvere un caso di duplice omicidio avvenuto 4 anni prima degli eventi narrati.

### Make Our Days Count
Xiang Hao-ting è uno studente scriteriato che se inizialmente bullizza il suo compagno di scuola Yu Xi-ku con il tempo si innamorerà di lui; nel mentre il suo amico Sun Bo-xiang è innamorato di Lu Zhi-gang (il capo di lavoro di Yu Xi-ku) ed è seriamente intenzionato a imbastire una relazione con lui.

### Close To You
Xiao Li Chen, capo vendite di un'azienda di organizzazione matrimoni, desidera conquistare l'amore di Liu Mei Fang. Chiede l'aiuto del collega Teng Mu Ren per attirare l'attenzione della ragazza, ma ciò che inizia come un piano innocente si trasforma in qualcosa di più. Nel frattempo, il direttore creativo Ye Xing Si si trova coinvolto in una relazione inaspettata con il fratellastro Fu Yong Jie. Mentre i quattro uomini cercano di capire i propri sentimenti, scoprono che in amore tutto è possibile.

### Love in the Future
Tai Che Ni è un fattorino del 2000 che, dopo un evento strano, si ritrova improvvisamente nel 2022. Deve fare una consegna a Hai Yi, erede di un impero commerciale. Inizialmente sconvolto, Tai Che Ni si avvicina a Hai Yi, scoprendo un lato gentile in lui. Nel mentre, anche il manager aziendale Liang Wen Hsen sembra interessato al nuovo assunto, l'orfano Lin Huai En. La storia ruota intorno alle sfide temporali e agli sviluppi romantici durante la pandemia di COVID-19.

## Personaggi e interpreti

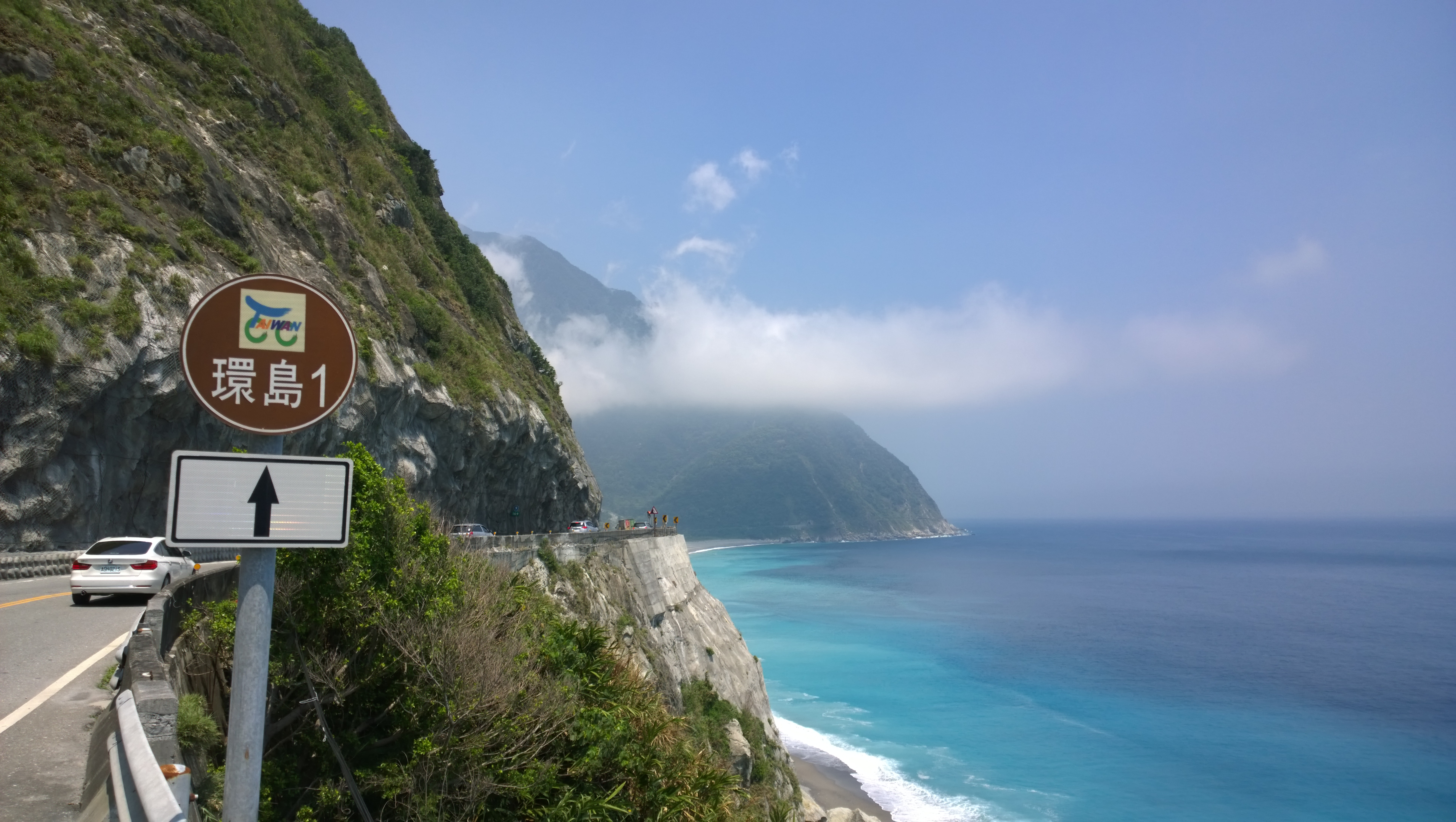
Parte costiera di Taiwan

### My Hero
- Mai Ying Xiong, interpretato da Lai Aaron
- Gu Si Ren, interpretato da Jiang Yun Lin
- Lan Xi, interpretata da Lin Patricia
- Bai Chang Chang, interpretato da Lin He Xuan
- Ya Qin, interpretato da Mian Cason

### Stay Away from Me
- Cheng Qing, interpretato da Wu Duke
- Feng He, interpretato da Song Edison
- Meng Meng, interpretata da Chiao Man Ting
- Feng Lui, interpretata da Wang Ying-ying

### Obsessed
- Jiang Jin Teng, interpretato da He Bernard
- Shao Yi Chen, interpretato da Ren Teddy
- Chong Jun, interpretato da Lee Charles
- Cai Yi Jun, interpretata da Chen Yee

- Li Mo-bai, interpretato da Johnson Chiang
- Zhe Gang, interpretato da Jerry Wu
- Madre di Yi-chen, interpretata Wang Ying-ying

### Right or Wrong
- Shi Yi-jie, interpretato da Jiang Chang Hui
- Fei Sheng Zhe, interpretato da Zhang Hang
- Shi Ke-you ("You You"), interpretata da Ye Yi-en
- Ye Wen-ling ("Ye Zi"), interpretata da Shelby Su
- Zhou Xin-ru, interpretata da Lia Kang
- Zhou Shao-an, interpretato da Chu Meng-hsuan
- Auntie Juan, interpretata da Chao Yung-hsin
- Jiang Zhao-peng, interpretato da Oscar Chiu

### Crossing the Line
- Hsia Yu Hao, interpretato da Fandy Fan
- Qiu Zi Xuan, interpretato da Zach Lu
- Wang Zhen Wen, interpretato da Nick Yang
- Wang Zhen Wu/Zhang Li Qin, interpretato da Patrick Shih
- He Xiao Xiao, interpretata da Sumiya Nemi
- Qiu Qian Ru, interpretata da Lin Hana
- Zeng Zheng Yu, interpretato da Chang Han
- He Cheng En, interpretato da Joe Hsieh

### Trapped
- Meng Shao Fei, interpretato da Jake Hsu
- Tang Yi, interpretato da Chris Wu
- Jack, interpretato da Andy Bian
- Zhao Li An, interpretato da Kenny Chen
- Zuo Hong Ye, interpretata da Diane Lin
- Li Zhi De, interpretato da Stanley Mei
- Gu Dao Yi, interpretato da Sphinx Ding
- Huang Yi Qi, interpretata da Amy Yen
- Azhi, interpretato da Cai Cheng Yi
- Jun Wei, interpretato da Liu Yu Xin
- Andy, interpretato da Zhang Guang Chen
- Chen Wen Hao, interpretato da Chia Kuei Chen

### Make Our Days Count
- Xiang Hao-ting, interpretato da Wayne Song
- Yu Xi-ku, interpretato da Huang Juan Zhi
- Sun Bo-xiang, interpretata da Wilson Liu
- Lu Zhi-gang, interpretato da Thomas Chang
- Xia En, interpretato da Xia En
- Xia De, interpretato da Xia De
- Lin Cai-zhu, interpretata da Sara Yu
- Xiang Qing-chang, interpretato da Spark Chen
- Xiang Yong-qing, interpretata da Tsai Yueh-hsun
- Sun Wen Jie, interpretato da Xu Ming Jie
- Li Xi-yu, interpretato da Cindy Chi
- Gao Xiao Chun, interpretato da Shih Cheng Hao
- John, interpretato da Allen Chen
- Cheng Qing, interpretato da Duke Wu

### Close To You
- Xiao Li Chen, interpretato da Charles Tu
- Teng Mu Ren, interpretato da Anson Chen
- Ye Xing Si, interpretato da Michael An
- Fu Yong Jie, interpretato da Lin Chia-wei
- Liu Mei Fang, interpretata da Cindy Chi

### Love in the Future
- Tai Che Ni, interpretato da Sean Chang
- Hai Yi, interpretato da Linus Wang
- Liang Wen Hsen, interpretato da Anson Chen
- Lin Huai En, interpretato da Jason Tauh

## Episodi
| Stagione         | Episodi | Serie                          | Episodi | Pubblicazione    | Pubblicazione    |
| Stagione         | Episodi | Serie                          | Episodi | Inizio           | Fine             |
| ---------------- | ------- | ------------------------------ | ------- | ---------------- | ---------------- |
| Prima stagione   | 12      | HIStory - My Hero              | 4       | 14 febbraio 2017 | 3 marzo 2017     |
| Prima stagione   | 12      | HIStory - Stay Away from Me    | 4       | 14 febbraio 2017 | 3 marzo 2017     |
| Prima stagione   | 12      | HIStory - Obsessed             | 4       | 14 febbraio 2017 | 3 marzo 2017     |
| Seconda stagione | 16      | HIStory2 - Right or Wrong      | 8       | 30 gennaio 2018  | 28 marzo 2018    |
| Seconda stagione | 16      | HIStory2 - Crossing the Line   | 8       | 30 gennaio 2018  | 28 marzo 2018    |
| Terza stagione   | 40      | HIStory3 - Trapped             | 20      | 16 aprile 2019   | 18 dicembre 2019 |
| Terza stagione   | 40      | HIStory3 - Make Our Days Count | 20      | 16 aprile 2019   | 18 dicembre 2019 |
| Quarta stagione  | 20      | HIStory4 - Close To You        | 20      | 14 marzo 2021    | 30 maggio 2021   |
| Quinta stagione  | 20      | HIStory5 - Love in the Future  | 20      | 28 dicembre 2022 | 1º marzo 2023    |

## Riconoscimenti
- Golden Bell Awards, Taiwan 2018
  - Candidatura nella categoria miglior mini serie (per CHOCO TV)